# 中心軸システム
中心軸システムは、ハンガリーの音楽学者レンドヴァイ・エルネ（Lendvai Ernő）がバルトークの音楽に見られると主張する、機能和声法を拡大させた音組織原理である。1955年に出版された<Bartók Stilusa>でその理論が示された。機能転移ともいわれる。

## 概要

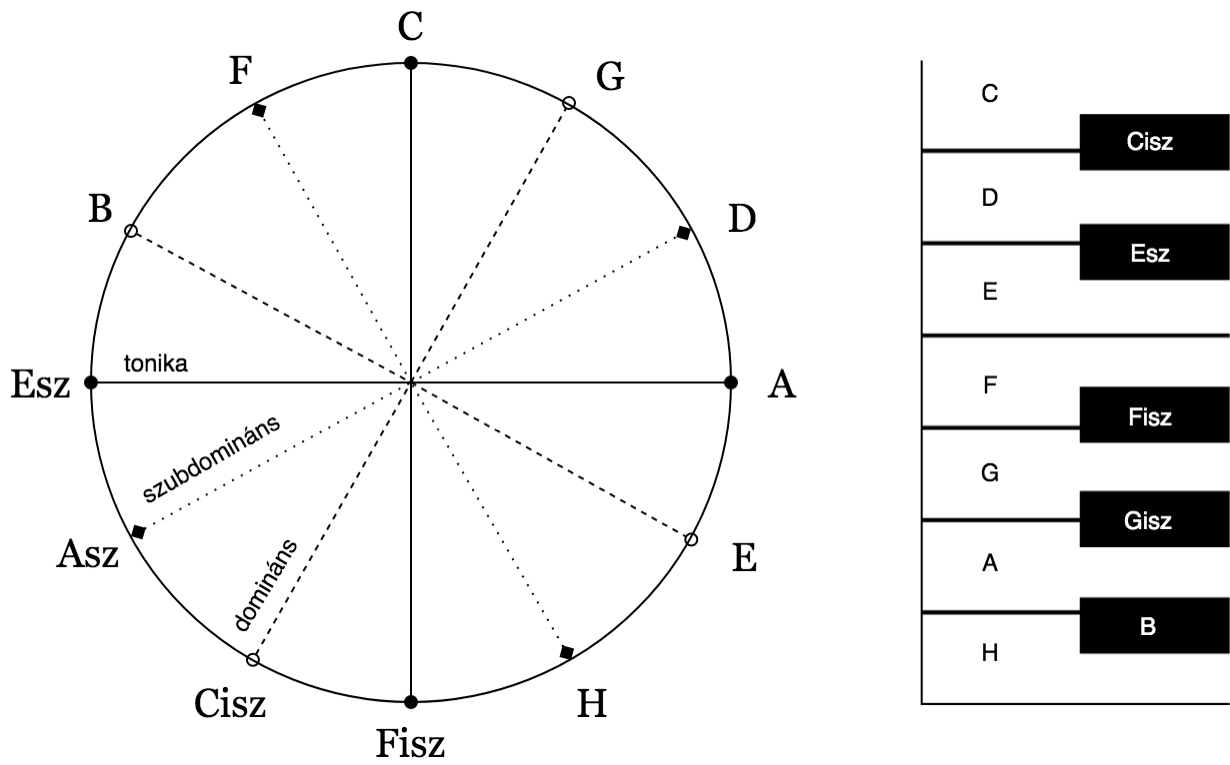
ハンガリー語による解説。語尾のzを抜けば音名はドイツ式と同じになる。

西洋音楽の音律において1オクターヴの中に含まれる12のピッチクラスを、完全5度の関係をなす順に時計の文字盤のように円形に配列した場合、十字軸をなす各音はカデンツ上同じ機能を持つとされる。完全5度でなく、半音ずつ高さの順に並べても結果は同じである。
古典的な西洋音楽の理論においては、ドイツ式音名でCまたは「Cを根音とする和音」をトニカとした場合、Gまたは「Gを根音とする和音」はドミナント、Fまたは「Fを根音とする和音」はサブドミナントとなるが、中心軸システムにおいては、これらの機能は1オクターヴを3等分して増三和音を構成することになる長三度関係にあるC、E、As(Gis)によって代表され、C、Es(Dis)、Fis(Ges)、Aの各音またはこれらを根音とする和音はトニカ、E、G、B、Cis(Des)の各音またはこれらを根音とする和音はドミナント、As(Gis)、H、D、Fの各音またはこれらを根音とする和音はサブドミナントとなる。これにより、12のピッチクラスはすべて調的機能和声のカデンツのなかで捉えられることになる。